# Strapping Young Lad
Strapping Young Lad bio je kanadski ekstremni metal sastav koji je 1994. godine u Vancouveru osnovao Devin Townsend. Grupa je u početku bila samo jednočlani studijski projekt; Townsend je svirao većinu instrumenata na debitantskom albumu Heavy as a Really Heavy Thing iz 1995. godine. Do 1997. je godine skupini pridružio stalne članove; ova je postava, koju su činili Townsend na vokalima i gitari, Jed Simon na gitari, Byron Stroud na bas-gitari i Gene Hoglan na bubnjevima, trajala do raspada sastava.
Glazba Strapping Young Lada odlikuje se poliritmičnim gitarističkim rifovima i stilom bubnjanja, blast beatovima i produkcijom zvučnog zida. Glazbenim stilom skupine uglavnom je upravljao Townsend, čija su bitka s bipolarnim poremećajem i mračan smisao za humor snažno utjecali na njegovo skladanje pjesama. Townsend je također bio poznat po svojem ekscentričnom izgledu i ponašanju tijekom koncerata, što je uvelike pridonijelo intenzivnim nastupima skupine.
Grupa je dobila pohvale kritičara i rastuću skupinu obožavatelja u glazbenom podzemlju nakon što je objavila album  City 1997. godine. Nakon prestanka s radom od 1998. do 2002. godine sastav je objavio još tri albuma postižući svoj komercijalni vrhunac konačnim uratkom The New Black iz 2006. godine. Townsend je raspustio Strapping Young Lad u svibnju 2007. najavivši kako se odlučio povući iz javnog života i kako će istovremeno nastaviti snimati samostalne albume.

## Povijest

### Heavy as a Really Heavy ThingiCity(1994. – 1998.)
Strapping Young Lad započeo je 1994. godine kao samostalni projekt kanadskog glazbenika Devina Townsenda. Nakon što je pjevao na albumu Sex & Religion Stevea Vaija iz 1993. godine i na popratnoj turneji za album iduće godine, Townsend je počeo vjerovati da se pretvorio u "glazbenu kurvu", potrošivši "prvih pet godina [svoje] karijere slušajući naredbe drugih ljudi". Dok je neko vrijeme svirao gitaru na turneji grupe The Wildhearts, Townsenda je nazvao predstavnik A&R odsjeka diskografske kuće Roadrunner Records, koji je izrazio interes za njegove demouratke i želio mu ponuditi ugovor. Ponudu je na koncu opozvao Roadrunnerov predsjednik, koji je smatrao da su Townsendove snimke "samo buka". Kasnije ga je odbila i Relativity Records, diskografska kuća koja je objavila Vaijev Sex & Religion, jer nije vidjela komercijalni potencijal u njegovoj glazbi. Diskografska kuća Century Media Records naknadno je kontaktirala s glazbenikom nudeći mu ugovor kako bi "joj snimio nekoliko ekstremnih albuma". Townsend je pristao na ponudu kuće obvezujući se time na objavljivanje ukupno pet albuma.
Nakon turneje s The Wildheartsom Townsend je počeo snimati i producirati svoj debitantski album, Heavy as a Really Heavy Thing, pod pseudonimom Strapping Young Lad. Prema Townsendovim riječima snimanje je trajalo "oko tjedan dana". Prihvativši The Wildheartsov anarhistički pristup, "istovremeno se usredotočivši na disonancu i na to da pretjeruje što više može", Townsend je pjevao na albumu i svirao većinu instrumenata (uz pomoć bubnjarskog stroja). Međutim, na nekim su pjesmama svirali lokalni studijski glazbenici, među kojima je bio i gitarist Jed Simon, budući punopravni član Strapping Young Lada.
Objavljen 4. travnja 1995., Heavy as a Really Heavy Thing nije bio popularan u metal krugovima. Album je bio prodan u samo 143 primjerka u prvih šest mjeseci objave, ali je dobio pozitivne recenzije heavy metal časopisa. Njegove su neobične glazbene ideje — spoj utjecaja death, thrash i industrial metala potaknule Andyja Stouta iz Metal Hammera da ga nazove "jednim od najuznemirujućih albuma koje ćete ikad čuti". Usprkos tome Townsend je u više navrata izrazio svoju nenaklonjenost uratku. Odbacio ga je u knjižici njegova reizdanja iz 2006. godine komentirajući kako sadrži samo dvije odlične pjesme. U intervjuima je usto izjavio da je loše produciran nazvavši ga "setom remiksanih demouradaka". Kad je Century Media reklamirala reizdanje Heavy as a Really Heavy Thinga kao "ponovno rođenje klasika koji se odupire svrstavanju u žanr", Townsend je taj potez nazvao "sranjem diskografske kuće".
Townsend je za drugi album okupio stalnu postavu: skupini su se pridružili gitarist Jed Simon, basist Byron Stroud i bubnjar Gene Hoglan. City je objavljen 11. veljače 1997. i dobio je vrlo visoke pohvale kritičara. Kerrang! je pohvalio žestinu albuma komentirajući da zvuči kao "guranje glave u bombarderovu mlaznicu", dok ga je Metal Hammer postavio na 13. mjesto svojeg popisa "Top 20 Albuma 1997. godine". Album je ubrzo dobio kultni status i prisvojio skupini posvećenu masu obožavatelja. City mnogi obožavatelji i kritičari smatraju najboljim uratkom sastava. Album se 2002. godine našao na 45. mjestu popisa "69 najboljih metal albuma svih vremena" časopisa Revolver te se 2005. godine pojavio i na Revolverovoj ljestvici "Albuma koje trebate imati". Pojavio se i na popisu "100 najvažnijih albuma iz devedestih" časopisa Terrorizer. Sam je Townsend izjavio da je City "pravi Strappingov album. To je najbolji od svih njih".
Grupa je 1997. godine krenula na svjetsku turneju kako bi podržala album, nastupajući u Europi, SAD-u i Australiji. Dana 30. svibnja 1998. nastupila je na festivalu Dynamo Open Air u Eindhovenu, Nizozemskoj, i sljedeći mjesec nastavila svoju turneju u Europi. U lipnju 1998. godine skupina je objavila No Sleep 'till Bedtime, koncertni album koji je sadržavao skladbe svirane u HiFi Bar and Ballroomu u Melbourneu, Australiji. Century Mediju izvorno nije zanimalo objavljivanje koncertnog albuma, ali ga je, oduševljena Townsendovom produkcijom, ipak pristala objaviti. Na kraju je godine skupina svirala u Japanu i Australiji.

### Pauza u radu (1999. – 2002.)
Townsend je krajem 1998. pauzirao rad Strapping Young Lada kako bi se mogao usredotočiti na samostalnu karijeru i produkcijski posao. Već je bio objavio dva samostalna albuma, Ocean Machine: Biomech 1997. i Infinity 1998. godine te je bio producent na nekoliko albuma ostalih glazbenika. Townsend je komentirao kako su brojne prepirke s Century Mediom i njegova borba s bipolarnim poremećajem (zbog kojeg je otišao u psihijatrijsku bolnicu početkom 1998. godine) dovele do smanjenja aktivnosti Strapping Young Lada:
Što se dogodilo? Potpisao sam loš ugovor, ali je srećom bio neisključiv. Umorio sam se od Strappinga pa sam rekao 'Ne mogu ovo više raditi.' Tada sam poludio i otišao u bolnicu. Moj mi je odvjetnik rekao da sam bio pod stresom kad sam potpisao ugovor, pa ugovor nije imao legalnu moć. Tada sam samo rekao 'Jednostavno neću snimiti još jedan Strappingov album.' Na kraju sam rekao da je 'CM najgori izdavač ikad.' A oni su rekli da sam 'potpuni arogantni psihopat.'
Townsend je od 1999. do 2002. ostajao aktivan snimivši još dva samostalna albuma, Physicist iz 2000. godine i Terriju iz 2001. godine te je producirao albume grupama kao što su Zimmers Hole, Stuck Mojo i Soilwork. Iako je Strapping Young Lad službeno nakratko prekinuo rad, ipak je ponekad i nastupao, pojavivši se tako na turneji Foot In Mouth Tour 2001. godine s Fear Factoryjem. U to su vrijeme Townsendove kolege iz sastava također bile glazbeno aktivne; i Stroud i Hoglan snimali su s drugim skupinama, a sva trojica svirala su na Townsendovim samostalnim uradcima kao studijski glazbenici, ali i kao njegovi prateći glazbenici tijekom koncerata. Hoglan i Simon osnovali su početkom 2002. godine i sporedni projekt pod imenom Tenet s basistom Grip Inc.-a, Stuartom Carruthersom, i Interzoneovim pjevačem, Robom Urbinatijem.
Townsend je u prosincu 2001. godine, suprotno svojim prethodnim javnim priopćenjima, najavio da će novi album Strapping Young Lada biti objavljen 2002. godine. Istaknuo je da ne "nameće" svoje uratke obožavateljima kako bi postigao veću prodaju albuma komentirajući da njegov sastav — i njegov ugovor s Centuryjem — nikad nije bio unosan pothvat. Umjesto toga Townsenda je motivirao "kreativan bijes" koji su potaknuli napadi 11. rujna 2001. i koji je kasnije pojačan tijekom njegove turneje 2001. godine. Bio je to prvi put da je album Strapping Young Lada nastao zajedničkim skladanjem pjesama; skupina je napisala "otprilike polovicu" materijala na turneji Foot In Mouth Tour 2001. godine, a ostatak kod kuće nakon siječnja 2002. Nakon što je nastupio na šačici festivala 2002. godine, Strapping Young Lad ušao je u studio u rujnu iste godine kako bi snimio svoj treći album.

### Strapping Young LadiAlien(2003. – 2005.)
Istoimeni je album Strapping Young Lad objavljen 11. veljače 2003. i postao prvi album skupine koji se našao na ljestvicama našavši se na 97. mjestu Billboardove ljestvice Top Heatseekers. Glazbeni su kritičari uglavnom pozitivno recenzirali album. Nate Smith iz Rockzone.com-a nazvao ga je "solidnim dodatkom u Townsendov katalog", ali je komentirao da "nije trenutačan klasik"; Xander Hoose iz Chronicles of Chaosa nazvao ga je "dobrim albumom", ali je napomenuo da nije bolji od Cityja. Strapping Young Lad razlikovao se od Cityja po tome što se sastojao od manje industrijalnih elemenata i po tome što je sličniji death metalu; humor koji je prožimao prethodna dva albuma postao je umjereniji. Pjesma "Devour" kasnije se pojavila na albumu filmske glazbe za film Smrtonosna tama.
Grupa je većinu 2003. i 2004. godine provela na turneji, svirajući u SAD-u, Europi, Kanadi i Australiji. Iako je Townsend izjavio da bi Strapping Young Lad mogao biti posljednji album, sastav je ponovno potpisao ugovor s Century Media Worldwideom u ožujku 2004. i najavio planove za novi album. Strapping Young Lad 2. studenog 2004. objavio je DVD For Those Aboot to Rock: Live at the Commodore, koji je dokumentirao nastup sastava u Commodore Ballroomu u Vancouveru 16. siječnja 2004. godine. Među dodatnim materijalima na albumu bila su dva glazbena spota, "Relentless" i "Detox", kao i intervjui s članovima skupine.
Alien je objavljen 22. ožujka 2005. godine i u svojem je prvom tjednu objave prodan u 3.697 primjeraka. Našao se na 32. mjestu Billboardove ljestvice Top Heatseekers i 35. mjestu ljestvice Top Independent Albums. Kritičari su pohvalili Townsendovu inovativnost i dinamičnost pjesama u kojima se "melodija i razdor susreću na pola puta"; Adrien Begrand iz PopMattersa napisao je da je "Strapping Young Lad [ovim albumom] ponovno podigao ljestvicu", a Krista G. iz Blabbermouth.net-a nazvao ga je jednim od najboljih albuma te godine. Townsend i Hoglan bili su glavni skladatelji pjesama na albumu jer su Simon i Stroud bili zauzeti ostalim obvezama. Townsend je objasnio da eksperimentalna noise skladba "Info Dump" odražava uspaničeno stanje uma do kojeg je došlo nakon što je prestao uzimati lijekove. Snimanje Aliena bilo je dokumentirano i omogućeno za pregled na službenoj stranici Century Medije u veljači 2005. Također je bilo dostupno u inačici bonus DVD-a ograničenog prvog izdanja albuma.
"Love?" je jedini singl s albuma. Njegov je glazbeni spot, inspiriran kultnim horor filmom Zla smrt, režirao Joe Lynch. Videozapis je omogućio veću pažnju sastavu i pomogao skladbi "Love?" da postane jedna od njegovih najpoznatijih pjesama. Jed Simon priznao je kako je odlučio snimiti video za upravo ovu pjesmu jer je imala "najveći komercijalni potencijal".  "Love?" je izvorno bila jedna od dvije potvrđene pjesme za EP koji je trebao sadržavati četiri nove pjesme i četiri obrade. Iako je trebao biti objavljen 2003., EP je na koncu otkazan. Glazbeni spot snimljen je i za pjesmu "Zen"; sam se spot pojavio u filmu Samo pucaj iz 2007. godine.
Strapping Young Lad nastupao je kao glavni izvođač na turneji po SAD-u koja je trajala od travnja do svibnja 2005. godine, a onda je otišao na europsku turneju. Krajem lipnja ponovno je nastupao u SAD-u kao dio turneje Sounds of the Underground, a potom se pridružio Fear Factoryju na turneji Transgression Tour, koja se također održala u SAD-u. Tijekom turneje Byron Stroud, basist Fear Factoryja i Strapping Young Lada, svirao je s objema grupama na svakom koncertu. Sastav je zaključio godinu turnejom po Ujedinjenom Kraljevstvu. Tijekom turneje započeo je skladati sljedeći album nastavivši s radom u siječnju 2006. godine i završivši album u svibnju. Isti je mjesec Townsend najavio kako će nakon završetka turneje "nakratko prestati sa snimanjem albuma" jer ga je iscrpilo to što ih je prethodnih deset godina neprestano snimao i producirao.

### The New Black(2006.)
The New Black, peti i konačni studijski album Strapping Young Lada, objavljen je 11. srpnja 2006. godine. Century Media postavila je strog rok za njegovu objavu; trebao je biti gotov prije početka Ozzfesta te godine. Usprkos tome Townsend je izjavio da snimanje nije bilo požurivano i The New Black postao je kritički i komercijalno uspješan. Bio je melodičniji od svih prethodnih albuma skupine i na njemu se ponovo pojavio humor s debitantskog albuma. Nakon što je prodan u više od 4.000 primjeraka u prvom tjednu objave, The New Black našao se na 200. mjestu ljestvice Billboard 200, 15. mjestu ljestvice Top Independent Albums i 8. mjestu ljestvice Top Heatseekers. Cosmo Lee iz Stylus Magazinea opisao ga je "žestokim, lako pamtljivim i bez suvišnih pjesama", a Chad Bowar iz About.com-a također je napisao pozitivnu recenziju za album izjavljujući da je "ovo gust i žestok CD, ali da sadrži i neke pamtljive dionice".
Za jedini singl s albuma, "Wrong Side", krajem svibnja snimljen je glazbeni spot. U lipnju 2006. Strapping Young Lad krenuo je na kratku turneju po europskim festivalima nastupajući na Rock am Ringu i Rock im Parku u Njemačkoj te Download Festivalu u Engleskoj, nakon kojih su uslijedili koncerti na drugoj Ozzfestovoj pozornici, na kojima je skupina svirala pred najvećom publikom u svojoj karijeri.

### Raspad (2006.)
Townsend je izjavio da je nakon Aliena već znao da neće htjeti nastaviti dalje sa Strapping Young Ladom i da je želio raspustiti projekt već nakon objave Cityja smatrajući da je projekt ispunio svoju svrhu. U intervjuu s časopisom Terrorizer u kolovozu 2006. godine Townsend je objasnio zašto je zaustavio rad skupine:
Čovječe, ja sam na kraju svega samo umoran, star, ćelav, debeo, mrzovoljan i dosadno mi je, znaš? Razmišljao sam ovako, napravit ću ovaj album, odradit ću ovaj glupi Ozzfest i ispričati hrpu glupih viceva ispred gomile ljudi na Downloadu, a onda ću odjebati na neko vrijeme. Što ovo postaje veće, to ja za nj manje marim i na kraju samo želim provesti neko vrijeme sa svojom obitelji. Ne želim pokvariti Strapping i sve ostale projekte tako što bih ih radio za novac. Strapping je bio veliki srednji prst i još uvijek jest, ali mislim da ne treba ići dalje od ovoga.
Iako je Hoglan u početku negirao da se skupina raspala izjavivši da će otići na turneju u ožujku 2007. godine, kasnije je potvrdio da je Strapping Young Lad "pauzirao svoj rad na neodređeno vrijeme" i da je moguće da se nikad više neće okupiti. Tijekom konferencije za novinare koja se održala u svibnju 2007. godine i kojom je podržavao novi samostalni album, Ziltoid the Omniscient, Townsend je najavio da se planira povući iz javnog života i da će prestati davati intervjue i odlaziti na turneje kako bi se mogao usredotočiti na svoju obitelj i snimati samostalne albume, ali i producirati glazbu drugih ljudi. Tim je činom Strapping Young Lad službeno raspušten. Townsend je u intervjuu s Metal Hammerom u svibnju 2007. godine raspravljao o svojim budućim projektima izjavivši da će "u budućnosti možda snimati glazbu koja će biti brutalna i žestoka poput Strappinga, samo što to neće biti Strapping".
Kao što je bio slučaj s remasteriranim Heavy as a Really Heavy Thingom iz 2006. godine, remasterirana inačica albuma City u počast njegove desete godišnjice objave bila je objavljena 7. lipnja 2007. godine i sadržavala je bonus skladbe, ali i prošireni tekst u knjižici albuma koji je napisao Townsend. Kompilacija najboljih hitova, 1994–2006 Chaos Years, bila je objavljena 31. ožujka 2008. i sadržavala je bonus DVD koncertnih nastupa, kao i sve glazbene spotove sastava.
Tijekom retrospektivnog koncerta The Retinal Circus tijekom listopada 2012. godine, Townsend je na pozornicu pozvao Jeda Simona s kojim je izveo dvije pjesme SYL-a, "Love?" i "Detox". Townsend je nakon toga komentirao da je to bio jednokratan nastup i da ne planira ponovo okupiti SYL ni svirati njegove pjesme na budućim nastupima. Na Twitteru je izjavio da više nije jednako povezan sa Strappingovom glazbom i da je navedenim nastupom zaključio odnos između sebe i Strappinga. Na podcastu Metal Hammera Townsend je komentirao da je i dalje vezan uz njegovu glazbu, ali da ga je SYL tjerao u ekstreme koji su ga kasnije izmučili. Na svojoj je web-stranici ponovio da je SYL bio projekt koji je na koncu počeo smatrati opasnim za svoje duševno i tjelesno zdravlje. Godine 2013. svirao je "Love?" na koncertima u Meksiku i Čileu kao "obradu", ali je kasnije požalio zbog te odluke izjavivši da "zbunjuje ljude".
Townsend je 2015. godine ipak svirao "Love?" tijekom svojih nastupa "An Evening with Devin Townsend" u Ujedinjenom Kraljevstvu, dok je 2016. godine tijekom turneje s Devin Townsend Projectom ponekad svirao humorističnu akustičnu verziju skladbe "Detox".

## Glazbeni stil
Glazba Strapping Young Lada spajala je žanrove poput industrial metala, thrash metala i black metala. Mnoge su njegove pjesme prikazivale Townsendov svestrani vokalni stil, koji se u jednoj pjesmi često mogao mijenjati iz vrištanja i growlanja u čiste vokale ili čak falseto. Prema Townsendovim je riječima skupina postojala kako bi mogao izraziti svoju "potrebu za ludovanjem", a njegova su dva glavna glazbena projekta, melodičniji The Devin Townsend Band i agresivan Strapping Young Lad, "trebali biti pozitivno i negativno". Kako bi postigao kaotičan i kakofoničan zvuk, sastav se koristio složenim taktovima, poliritmičnim skladanjem, blast beatovima, semplovima, klavijaturističkim efektima i gustom produkcijom. Townsend se tijekom snimanja, miksanja i produciranja pjesama grupe koristio najnovijom dostupnom tehnologijom, među kojima se izdvajaju Pro Tools, Steinberg Cubase i Logic Pro. Kao samozvani "obožavatelj višestrukog snimanja", stvorio je atmosferičan, slojevit "zvučni zid", koji je kasnije postao tipičan za produkcijski stil grupe (jedina je iznimka njezin istoimeni album na kojem nije bilo semplova ni različitih vokalnih slojeva). Townsendove su glazbene ideje i produkcijski stil često bili uspoređivani s Philom Spectorom i Frankom Zappom. Strapping Young Lad uglavnom nije izvodio gitarističke solističke dionice do albuma The New Black, na kojem je melodičnost bila istaknutija nego na prethodnim albumima.

### Utjecaji
Velik je broj glazbenih žanrova inspirirao Strapping Young Lad, ali najviše heavy metal. Townsend je, između ostalog, kao svoje glazbene utjecaje naveo Judas Priest, Jane's Addiction, Zoviet France, Grotus i Franka Zappu, ali je nekoliko puta izrazio naklonost skupini Meshuggah, nazivajući ju "najboljim metal sastavom na svijetu". Na Simona i Strouda utjecale su klasične hard rock grupe kao što su AC/DC, Led Zeppelin i Kiss, ali i thrash i death metal sastavi poput Exodusa, Slayera i Morbid Angela, dok je na Hoglana utjecala široka lepeza glazbenika od Stevieja Wondera do progresivnih rock bubnjara kao što su Neil Peart, Terry Bozzio i Nick Mason. Townsend je komentirao da su ga, dok je skladao Heavy as a Really Heavy Thing, najviše inspirirali Napalm Death i Fear Factory, tijekom skladanja Cityja inspirirale su ga skupine poput Foetusa i White Noisea, a dok je snimao The New Black na njega su utjecali Meshuggah i "tradicionalniji metal" poput Metallice.

### Tekstovi
Townsend je glavni autor pjesama u grupi. Iako su prva dva albuma bila uglavnom njegovo djelo, naknadni su albumi sadržavali nekolicinu "rifova, tekstualnih ideja i naziva pjesama" njegovih kolega.
Iako je glazba Strapping Young Lada brutalna, njegove pjesme sadrže tragove sarkastičnog humora i samoparodije. Townsendovi su tekstovi često govorili o ozbiljnim osobnim ili političkim problemima na morbidan, duhovit način. Usporedio je neozbiljnost skupine s "Weird Alom" Yankovicem. Townsend je u svojim tekstovima govorio o raznim stvarima uključujući rat, matematičke teoreme i filmove. Također se koristio tehnikom unakrsnih referenciranja, ponavljajući stihove iz vlastitih djela kao što je stariji Strapping Young Lad ili samostalni materijal.

## Koncerti
Strapping Young Lad poznat je po energičnim nastupima, uglavnom zbog Townsendovog ekscentričnog izgleda i ponašanja. Adrian Begrand iz PopMattersa napisao je da "nitko na današnjoj metal sceni ne vlada pozornicom poput samozvanog Ćelavog Kučkinog Sina, Devina Townsenda" te je dodao da je Strapping Young Lad "jedan od najboljih koncertnih sastava". Townsend je bio poznat po svojem ponašanju na pozornici; integrirao je svoj ironičan smisao za humor u koncerte i često komunicirao s publikom. Upućivao bi joj komične, ali često i uvredljive komentare, organizirao bi moshanja te parodirao klišeje heavy metala, kao i sam žanr.
Humorističan pristup skupine također je vidljiv u skladbi "Far Beyond Metal", koja se često izvodila uživo od 1997. godine i koja parodira klasični heavy metal. Postala je vrlo popularna među obožavateljima, a njezin se tekst mijenjao sa skoro svakim nastupom. Iako je bila snimljena u koncertnoj inačici za koncertni album No Sleep 'till Bedtime i DVD For Those Aboot to Rock, studijska verzija nije bila snimljena sve do 2006. tijekom snimanja The New Blacka. Grupa se šalila i na račun svojeg kanadskog podrijetla, koristeći se "Blame Canadom", komičnom antikanadskom pjesmom iz filma  South Park: Bigger, Longer & Uncut kao uvodnom glazbom na mnogim koncertima tijekom 2003. i 2004. godine.
Neko je vrijeme Strapping Young Lad uživo svirao i Townsendov samostalni materijal. Godine 1998., nakon objave Infinityja, počeo je svirati skladbe Strapping Young Lada i Townsendove samostalne skladbe kao dva zasebna seta pjesama. Tek je 2003. godine, nakon objave Accelerated Evolutiona, Townsend osnovao novu skupinu, The Devin Townsend Band, koja je svirala isključivo njegove samostalne pjesme.

## Članovi sastava
| Konačna postava - Devin Townsend – vokali, gitara, klavijature (1994. – 2007.) - Jed Simon – gitara, prateći vokali (1995. – 2007.) - Byron Stroud – bas-gitara, prateći vokali (1996. – 2007.) - Gene Hoglan – bubnjevi (1996. – 2007.) | Koncertni članovi - John Morgan – klavijature (1997.) - Matteo Caratozzolo – klavijature (1997. – 1998., 2003.) - Jamie Meyer – klavijature (1998. – 1999.) - Jason Filipchuk – klavijature (1999.) - Chris Valagao – klavijature (2002.) - Will Campagna – klavijature (2002., 2005. – 2006.) - Munesh Sami – klavijature (2003. – 2004.) - Jon Miller – bas-gitara (14. – 31. srpnja 2005.) - James MacDonough – bas-gitara (1. – 13. kolovoza 2006.) |

## Diskografija
Studijski albumi
- Heavy as a Really Heavy Thing (1995.)
- City (1997.)
- Strapping Young Lad (2003.)
- Alien (2005.)
- The New Black (2006.)